# اعداد پروت
در نظریه اعداد اعداد پروت به افتخار ریاضیدان فرانسوا پروت نامیده شده‌اند.

## اعداد پروت
به آن دسته از اعداد به شکل {\displaystyle k\cdot 2^{n}+1} با شرط اینکه n عددی طبیعی، k عددی فرد بوده و {\displaystyle 2^{n}>k} باشد، اعداد پروت می‌گویند. مثلاً:
{\displaystyle 3,5,9,13,17,25,33,41,49,57,65,81,97,113,129,145,161,177,193,209,225,241,...}

## اعداد اول پروت
به آن دسته از اعداد پروت که خود عددی اول باشند اعداد پروت می‌گویند.
برای مثال:
۳، ۵، ۱۳، ۱۷، ۴۱، ۹۷، ۱۱۳، ۱۹۳، ۲۴۱، ۲۵۷، ۳۵۳، ۴۴۹، ۵۷۷، ۶۴۱، ۶۷۳، ۷۶۹، ۹۲۹، ۱۱۵۳، ۱۲۱۷، ۱۴۰۹، ۱۶۰۱، ۲۱۱۳، ۲۶۸۹، ۲۷۵۳، ۳۱۳۷، ۳۳۲۹، ۳۴۵۷، ۴۴۸۱، ۴۹۹۳، ۶۵۲۹، ۷۲۹۷، ۷۶۸۱، ۷۹۳۷، ۹۴۷۳، ۹۶۰۱، ۹۸۵۷.
طبق قضیه پروت آن دسته از اعداد پروت(p) عددی اول هم هستند که اگر و فقط که وجود داشته باشد عددی مثل a به طوری که:
{\displaystyle a^{\frac {p-1}{2}}\equiv -1\ {\pmod {p}}}
بزرگ‌ترین عدد اول پروت شناخته شده {\displaystyle 19249\cdot 2^{13018586}+1} است.